# Delta E
Delta E (ΔE) – parametr określający liczbowo różnicę między dwoma porównywanymi kolorami, najczęściej odchyłkę uzyskanego w produkcji koloru od wzorca.

## Wyznaczanie parametru
Fizyczny pomiar widma światła, a co za tym idzie określenie barw i zdefiniowanie ich w sposób matematyczny, przy pomocy liczb, umożliwiło opracowanie wzorów, które wyznaczać będą różnicę między dwiema, dowolnie wybranymi barwami. Jeśli wszystkie barwy przedstawione zostały w postaci uporządkowanego modelu przestrzennego, określanego przez trzy atrybuty, to najprostszym sposobem na określenie różnicy dwóch barw jest obliczenie odległości ich wzajemnego położenia w tej przestrzeni. Równa jest ona pierwiastkowi kwadratowemu z sumy kwadratów różnic każdej z trzech współrzędnych obu barw. Odległość taką, oznaczającą różnicę barw, przyjęło się oznaczać symbolem (delta E).
W praktyce okazuje się, że powszechnie stosowane modele barw nie są równomierne. Innymi słowy, wybrane pary kolorów, równo od siebie oddalonych w przestrzeni barw, mogą być w jednym przypadku bardziej różniące się od siebie, a w innym mniej. Zależy to od subiektywnej oceny obserwatora. Np. w modelu CMYK żółta barwa jest zwykle oceniana jako jaśniejsza, niż barwa niebieska o tym samym natężeniu, a przez to bardziej różni się od czerni. Wraz z rozwojem wiedzy wprowadzano nowe modele barw, tworzące przestrzeń o bardziej liniowej charakterystyce, a nowsze rozwiązania polegały na modyfikacji samej formuły obliczania różnicy barw tak, aby jej wartość jak najbardziej odpowiadała wzrokowej ocenie różnicy.

## Stosowane modele barw
Najstarszą i pierwszą praktycznie stosowaną formułą była dE FMC II (Friele, MacAdam, Chickering), o dość złożonej postaci i bazująca na przekształceniu układu XYZ na współrzędne P, Q i S. Drugim z kolei rozwiązaniem było wprowadzenie przez CIE zaleceń stosowania pomocniczego układu U*, V*, W* i dE CIE obliczanego jako odległość w tej przestrzeni, wyniki były jednak niezadowalające, gdyż różniły się od oceny wzrokowej różnicy barw. Przełom nastąpił w 1974 r. wraz z zastosowaniem bardziej równomiernego modelu CIELab. W przestrzeni CIELab, przypomnijmy: „L” to wielkość określająca jasność (Lightness), oś „a” to zmiana barwy w zakresie od zieleni do czerwieni, a „b” to oś zmiany barwy między kolorem niebieskim a żółtym. Na ich podstawie można zdefiniować pochodne wielkości, odpowiadające „naturalnemu” opisowi barwy, czyli: jasności L (Lightness), zmianie chromatyczności „C” i podawanego w stopniach, kąta koloru „h” (Hue).
Obecnie najczęściej stosowanym, jest zasugerowany w 1988 roku, przez Colour Measuring Comitee of the Society of Dyers and Colourists in Great Britan, opisany w British Standard 6923, wzór dE CMC. Jego dość złożona formuła, wprowadza nowe współczynniki przy wielkościach L, C i H. W dotychczasowych równaniach zmiany odcienia, nasycenia i jasności, miały równoważny wpływ na wynik. Teraz, poprzez dodatkowe współczynniki, ustawiono je we właściwej hierarchii ważności. Geometryczna interpretacja dopuszczalnej odchyłki, która miała dotąd kształt kuli, zmieniła się w elipsoidę, której proporcje zależą od ustalenia współczynników l i c, określających zmianę jasności i nasycenia. Typowo ustala się je 2:1, ale można je zmieniać w zależności od rodzaju badanego materiału (powierzchnie gładkie, tekstylia itp.).
Odpowiedzią CIE na wzór CMC, było wprowadzenie w 1994 roku wzoru dE 94. Tutaj również kwadraty różnic: jasności L, nasycenia C i odcienia H, dzielone są przez współczynniki kompensujące i parametryczne, jednak podane w uproszczonej postaci. Nie ma zgodności, która z tych formuł daje lepsze wyniki, wiadomo jednak, że oba są lepsze niż w przypadku CMC.
Wciąż powstają kolejne rozwiązania obliczania różnicy barw, dające nowe nadzieje, np.: CIE CAM97, DIN99, CIE DE 2000, jednak nie wykazano ich istotnej przewagi nad obecnie stosowanymi w praktyce.